# Диафрагма объектива

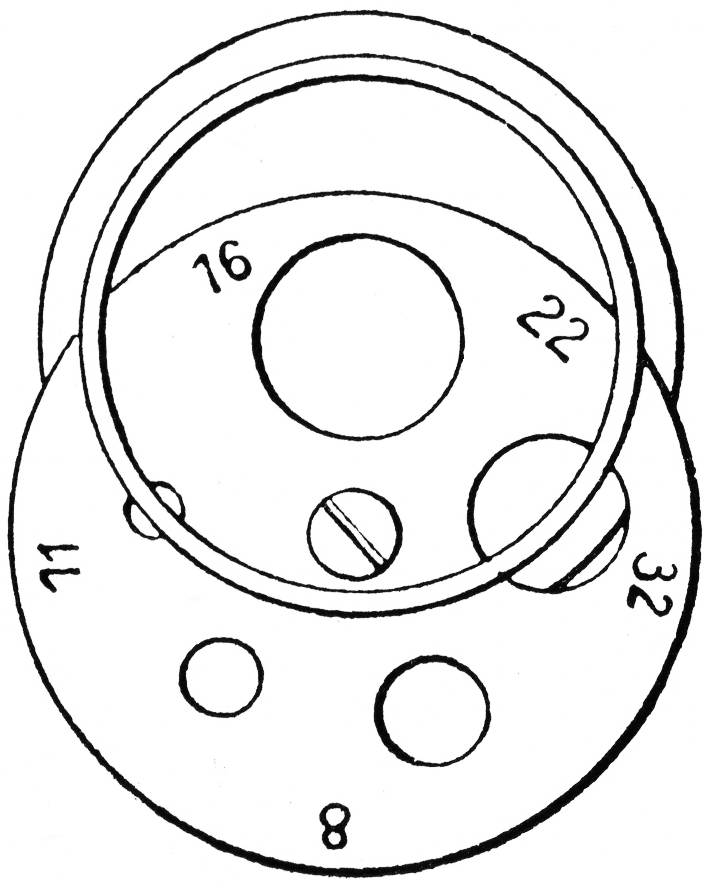
Устройство револьверной диафрагмы

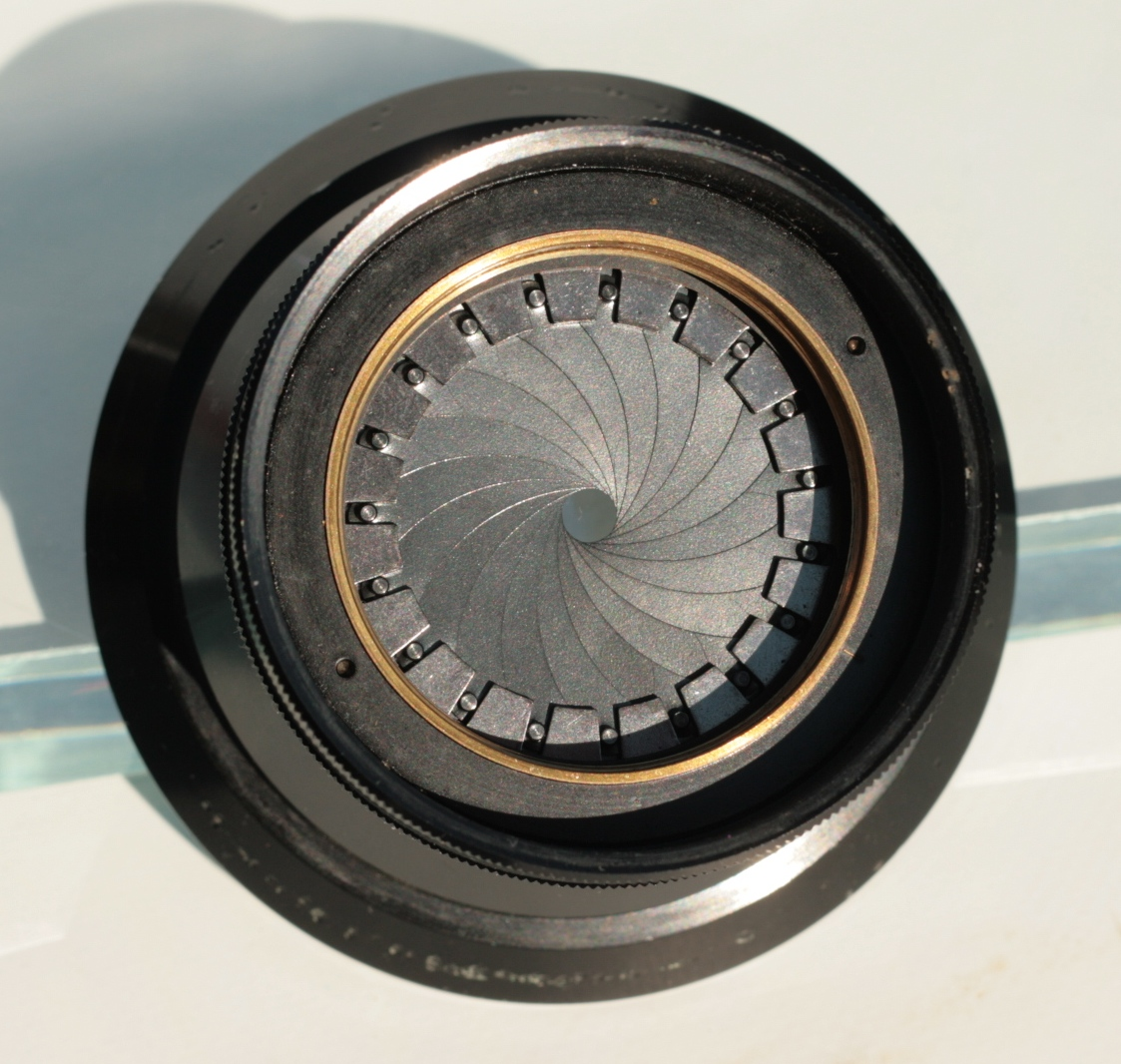
Механизм ирисовой диафрагмы классического типа с поворотным регулировочным кольцом

Диафра́гма объекти́ва (от греч. διάφραγμα — перегородка) в оптических приборах — разновидность апертурной диафрагмы, позволяющая регулировать относительное отверстие объектива изменением диаметра проходящих через него пучков света. Такая регулировка используется для управления светопропусканием и глубиной резкости.
Диафрагма объектива представляет собой непрозрачную перегородку с круглым отверстием переменного диаметра, центр которого совпадает с оптической осью. Регулировка диаметра отверстия может выполняться тремя основными способами:
Револьверная диафрагма представляет собой поворотный диск с набором отверстий разного диаметра и широко применялась в объективах крупноформатных камер конца XIX века. Позднее револьверная диафрагма встречалась в некоторых простейших фотоаппаратах, например «Школьник», а также в оптических приборах.
Вставная диафрагма представляет собой набор пластин с разными отверстиями, вставляющихся в прорезь оправы объектива между линзами. Оба первых типа обеспечивают абсолютно круглое сечение световых пучков, но не допускают промежуточных значений относительного отверстия.
Ирисовая диафрагма получила наибольшее распространение в фото-, кино- и телевизионных объективах, поскольку позволяет бесступенчато регулировать относительное отверстие и имеет самую компактную конструкцию.

## Назначение диафрагмы
Основное предназначение диафрагмы объектива — регулировка его относительного отверстия и светосилы, необходимая для управления глубиной резкости, а также точного дозирования проходящего света и получения правильной экспозиции. При регулировке диафрагмы её отверстие закрывается от краёв к центру, поскольку наиболее высокое качество изображения обеспечивается центральной частью световых пучков.
Различают геометрическое и эффективное относительные отверстия: геометрическое представляет собой отношения диаметра входного зрачка объектива к его фокусному расстоянию и выражается дробью с числителем, равным единице. В фотографии вместо единицы часто используют латинскую букву f, которая конкретизирует назначение дроби: например, относительное отверстие 1/5,6 обозначается f/5,6. Эффективное относительное отверстие всегда меньше геометрического, поскольку учитывает потери на поглощение и рассеяние света в стекле. Эти потери снижаются при помощи просветления, но в сложных многолинзовых объективах могут быть существенны и должны учитываться, поэтому шкалы диафрагмы отражают значения эффективных относительных отверстий. В современной киносъёмочной оптике для обозначения эффективных относительных отверстий используется буква T.
В то же время значение предельной светосилы фотообъектива, указанное на его оправе, отражает геометрическое относительное отверстие.
Градуировка современных шкал диафрагмы производится в диафрагменных числах таким образом, что каждому соседнему делению соответствует изменение светосилы в два раза. Таким образом, при выборе соседнего значения шкалы, экспозиция всегда меняется на одну экспозиционную ступень. Так как светосила является квадратом относительного отверстия, последнее должно изменяться в {\displaystyle {\sqrt {2}}} раз. Поэтому соседние диафрагменные числа отличаются в {\displaystyle {\sqrt {2}}} раз: f/0,7; f/1; f/1,4; f/2; f/2,8; f/4; f/5,6; f/8; f/11; f/16; f/22; f/32; f/45; f/64.
Для наиболее детального отображения натуры требуется большая глубина резкости, возможная при диафрагме, закрытой до минимального значения. Именно поэтому творческий союз американских фотохудожников, относивших себя к направлению так называемой прямой фотографии, носил название f/64, соответствовавшее в то время крайнему значению диафрагмы объективов крупноформатных фотоаппаратов.
Конкретные значения диафрагменных чисел, используемых производителями для градуировки шкал, должны соответствовать международному стандарту ISO 517—73. В СССР такой ряд значений был стандартизирован в 1944 году в соответствии с ГОСТ 2600-44 для объективов общего назначения.
Кроме основного ряда чисел, отличающихся на одну экспозиционную ступень, стандартный ряд содержит два вспомогательных, со значениями отличающимися на 1/2 и 1/3 ступени. В большинстве случаев шкалы диафрагм маркируются только значениями основного ряда, но иногда допускается использование промежуточных значений. В объективах, предназначенных для современных цифровых фотоаппаратов, шкалы диафрагмы отсутствуют, поскольку она управляется из камеры, а значения относительного отверстия отображаются на дисплее. При этом шаг шкалы обычно регулируется и может предусматривать любой из двух вспомогательных рядов.
Диафрагменные числа, обозначающие геометрическую светосилу некоторых объективов, могут браться из промежуточных рядов, поскольку отражают расчётный предел возможностей конкретной конструкции, например 1,2; 4,5; 6,3. В вариообъективах максимальное относительное отверстие может быть переменным в зависимости от фокусного расстояния. В этих случаях на оправе через тире или тильду указываются крайние значения диафрагменного числа, например 3,5~5,6.
Ручная регулировка диафрагмы в современных фотообъективах возможна только ступенчато из-за особенностей управления зеркальных фотоаппаратов. Однако в автоматических режимах приоритета выдержки или программном ирисовая диафрагма регулируется бесступенчато, как в киносъёмочной и телевизионной оптике.

## Устройство ирисовой диафрагмы

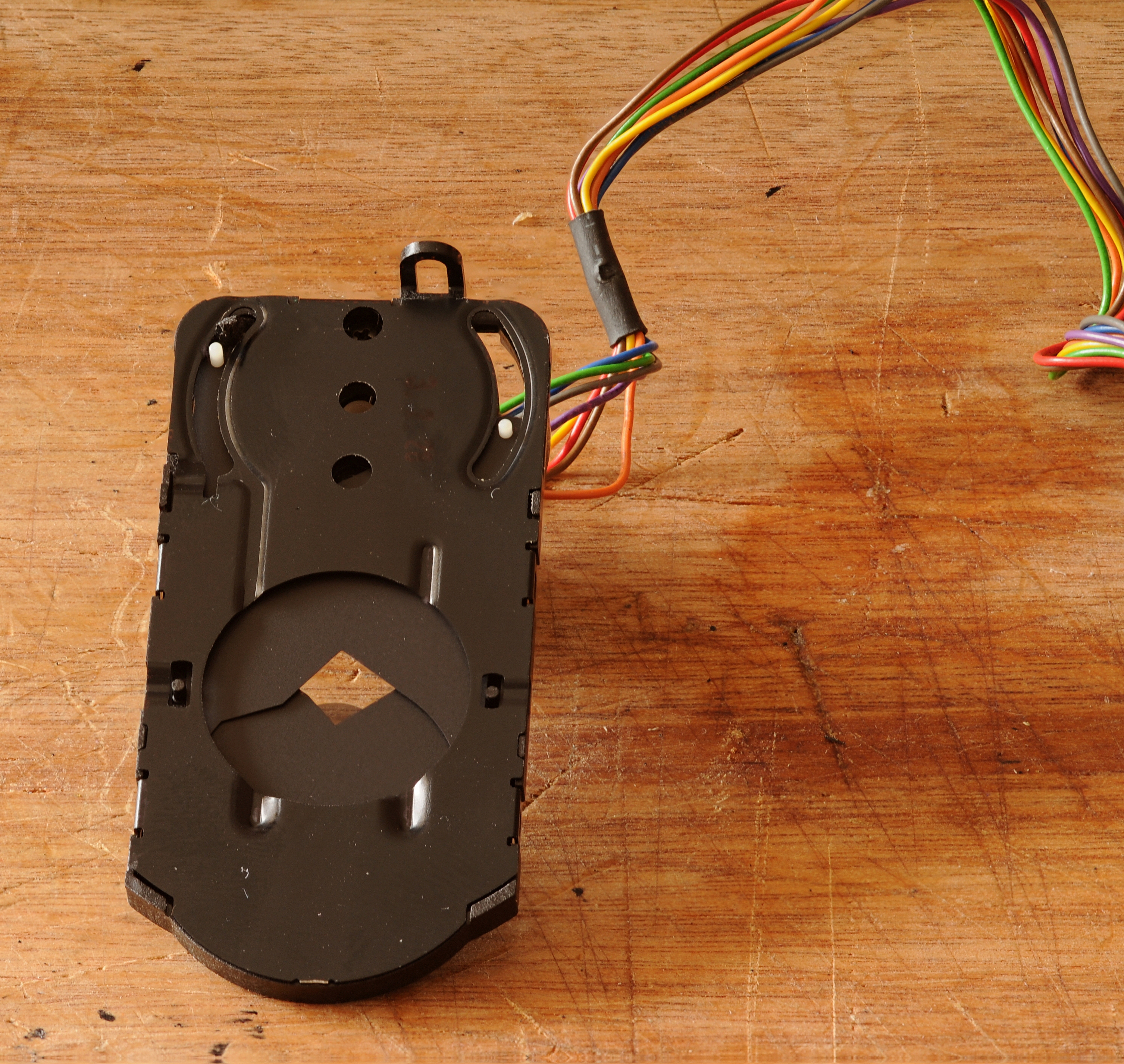
Двухлепестковая диафрагма видеокамеры

Ирисовая диафрагма (от лат. iris «радужная оболочка») состоит из нескольких (обычно от 2 до 20) поворотных лепестков (ламелей), приводимых в движение вращающимся кольцом на оправе объектива. Лепестки могут быть различной формы, но при полностью открытой диафрагме они формируют круглое отверстие, при частично закрытой — многоугольник, число сторон которого соответствует количеству ламелей. Этот многоугольник отображается в случае попадания в кадр несфокусированных точечных источников света, образующих «боке». Уменьшение количества лепестков ирисовой диафрагмы приводит к заметности углов между ними. Простейшие автоматические диафрагмы любительских кинокамер и видеокамер, состоящие из двух лепестков с треугольными вырезами, давали ромбовидное изображение точечных источников. Квадратное боке создаёт советский объектив «Зенитар МЕ-1», диафрагма которого состоит из двух Г-образных лепестков. Наиболее совершенными считаются диафрагмы, состоящие из 8 и более лепестков, поскольку обеспечивают сечение пучков, близкое к окружности. Такие пучки создают наиболее совершенный оптический рисунок.
Установка значения относительного отверстия при использовании ирисовой диафрагмы производится поворотным кольцом, шкала которого размечена в соответствии с получаемыми диафрагменными числами. Шкала ирисовой диафрагмы с классическим устройством не может быть равномерной из-за нелинейной зависимости диаметра отверстия от угла поворота коронки. В начале 1960-х годов получили распространение механизмы, шкала которых равномерна за счёт сложной формы лепестков. Один из наиболее ярких примеров такой модернизации — советские объективы «Юпитер-8» и «Юпитер-8М». У второго, заменившего на конвейере более раннюю модель, шкала диафрагмы равномерна. Такая конструкция повышает удобство и позволяет механически сопрягать кольцо диафрагмы с экспонометром камеры, но при средних значениях относительного отверстия из-за криволинейности ламелей диафрагма теряет форму правильного круга. Управление с помощью поворотного кольца используется в большей части кино-, фото- и телевизионного оборудования за исключением однообъективных зеркальных фотоаппаратов и некоторых кинокамер с зеркальным обтюратором. Визирование непосредственно через съёмочный объектив вынуждает использовать специальные механизмы ирисовой диафрагмы, позволяющие вручную или автоматически закрывать её только в момент съёмки. Особое значение такая возможность получила после распространения фазового автофокуса, неработоспособного при закрытой диафрагме.

### Диафрагма с предварительной установкой

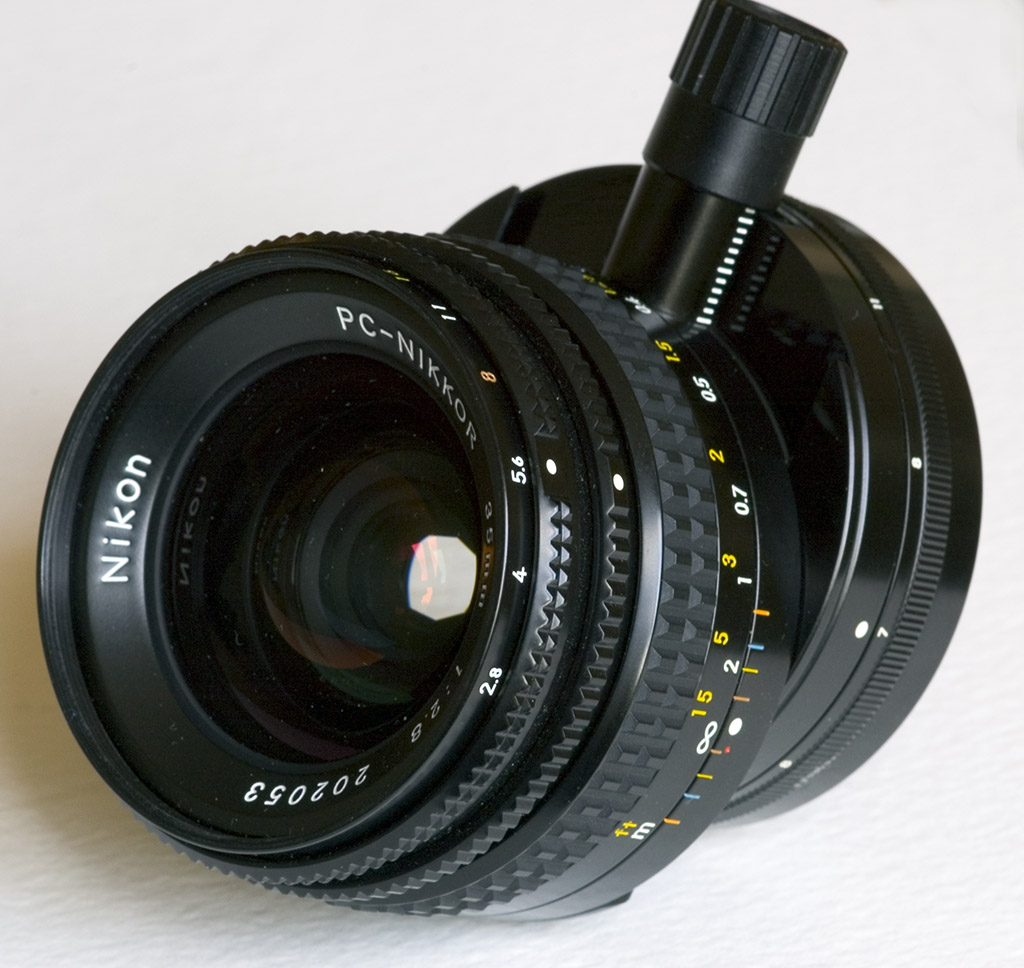
Шифт-объектив PC-Nikkor 3,5/35 с предварительной установкой диафрагмы

Обычно такой привод диафрагмы состоит из двух колец, одно из которых напрямую управляет относительным отверстием, а другое — кольцо предустановки — регулирует положение стопора вращения первого. Таким способом угол поворота первого кольца ограничивается до выбранного вторым рабочего значения. В результате фотограф может полностью открывать диафрагму для фокусировки, и вслепую закрывать её до предустановленного относительного отверстия, не отрывая взгляда от видоискателя. Принцип используется в однообъективных зеркальных фотоаппаратах, позволяя производить фокусировку объектива при полностью открытом отверстии, и быстро закрывать диафрагму, не глядя на её шкалу.
Такая конструкция появилась в 1920-х годах, и после войны широко использовалась в оптике для зеркальных камер (например, Contax-S, Asahiflex, Miranda-D) до изобретения прыгающей диафрагмы, и позднее, когда её механическая реализация по тем или иным причинам затруднена, в том числе в шифт-объективах. Например, объектив PC-Nikkor 3,5/28 с такой диафрагмой выпускался до 2006 года. Диафрагма с кольцом предустановки широко использовалась в советских объективах для фотоаппаратов «Зенит», не оснащённых механизмом автоматической диафрагмы: «Гелиос-44», «Юпитер-9» «Мир-1» и других. Некоторые объективы («Индустар-61 Л/З», «Юпитер-37А», «MC Волна-9») имели одно кольцо, служившее как для установки значения, так и для закрывания диафрагмы. В этом случае предустановка осуществлялась после нажатия на кольцо в осевом направлении. В 1950 году Schneider усовершенствовал этот тип диафрагмы, добавив пружину с запуском от двойного тросика одновременно с затвором. При открывании диафрагмы пружина взводилась, а нажатие на спусковой тросик её освобождало. Устройство стало прообразом целого класса приводов диафрагмы, получивших за рубежом название «автоматических». В СССР автоматической диафрагма считалась только в составе экспоавтоматики, а эти её разновидности назывались «прыгающими», «моргающими» или «нажимными».

### Прыгающая диафрагма
Автоматическая диафрагма, самостоятельно закрывающаяся до предварительно выбранного значения на время экспозиции, и обеспечивающая кадрирование и фокусировку при полном отверстии в камерах со сквозным визированием и фазовым автофокусом. Кроме зеркальной фотоаппаратуры прыгающая диафрагма использовалась в киносъёмочной технике с зеркальным обтюратором: например в кинокамере Arriflex 16SR и объективах Taylor Hobson. В этом случае она автоматически закрывается при запуске лентопротяжного механизма, обеспечивая перед этим точную фокусировку. Кольцо установки значения такой диафрагмы изменяет только положение механизма, задающего степень закрытия при срабатывании привода.

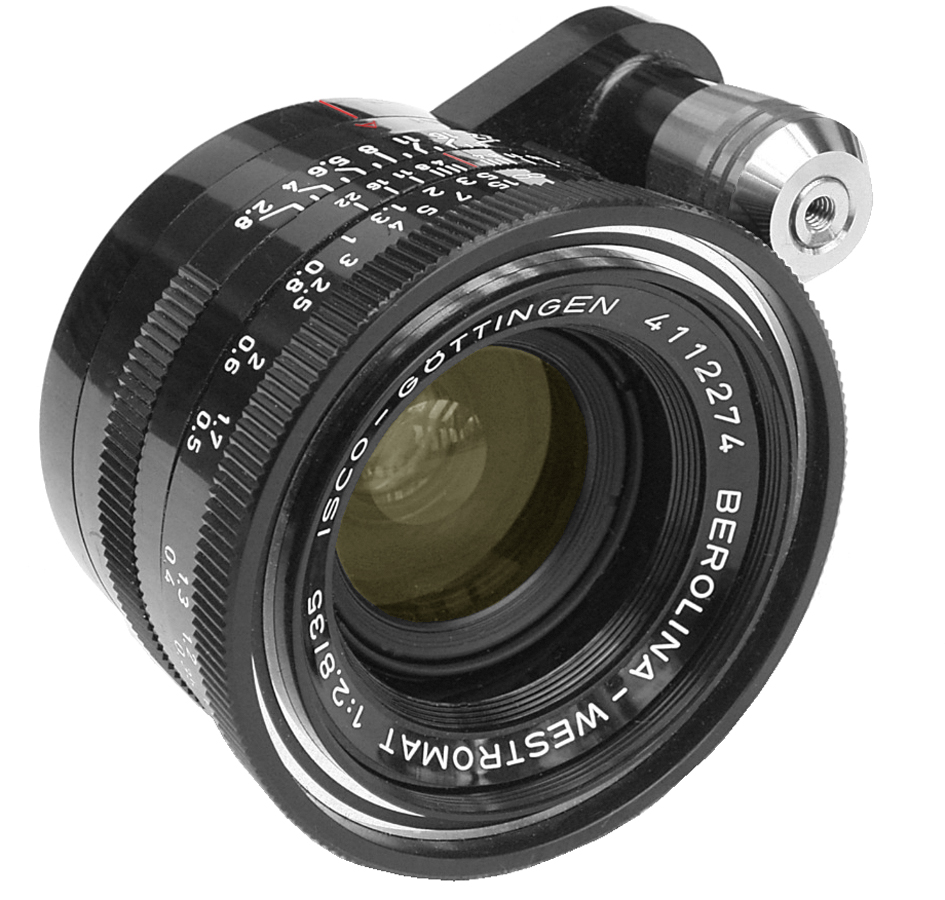
Внешний привод автоматической диафрагмы на оправе объектива

Впервые прыгающая диафрагма появилась в фотоаппарате Contaflex 1953 года с центральным затвором в несменном объективе. В аппаратуре со сменными объективами прыгающая диафрагма требует более сложных приводов. Наиболее ранние механизмы оснащались пружиной с предварительным взводом, которая закрывает относительное отверстие после нажатия на спусковую кнопку. Впервые подобный принцип использован в феврале 1954 года в объективах Zeiss Biotar для фотоаппарата Praktina FX. После каждого снимка диафрагма не возвращалась в открытое состояние и требовался её взвод рычагом на оправе. Такое устройство под названием «автоматическая пружинная диафрагма» (англ. Automatic Spring Diaphragm) нашло применение как в иностранной фотоаппаратуре, например, полуавтоматических объективах для «Экзакты», Minolta SR-2 и Contarex, так и в советской, например в объективах «Индустар-29» фотоаппарата «Салют» и «Таир-3ФС» для «Фотоснайпера». Привод диафрагмы может располагаться как внутри камеры, так и на оправе объектива. Последний тип рассчитан на кинематическое совмещение со спусковой кнопкой, расположенной на передней стенке фотоаппарата, и чаще всего встречается в оптике типа Exakta и Topcon.
В зарубежных источниках заводная диафрагма получила название «полуавтоматической» (англ. Semi Automatic Diaphragm). Однако, широкого распространения система не получила из-за внедрения в фотоаппаратах зеркала постоянного визирования, возвращающегося в рабочее положение после срабатывания затвора. Это вынудило разработчиков сделать прыгающую диафрагму также самовозвратной, то есть не требующей взвода после каждого снимка. В результате диафрагма автоматически открывается после срабатывания, и в видоискателе постоянно наблюдается яркое изображение при полном отверстии. Впервые полностью автоматическая диафрагма с внутренним приводом реализована в 1956 году в немецком Praktisix. В том же году такая диафрагма появилась в резьбовых объективах для малоформатных Praktica и Contax-S. В СССР самовозвратную диафрагму первоначально называли «моргающей», а за рубежом «автоматической» (англ. Fully Automatic Diaphragm, Fully Automatic Lens). Поэтому иностранные объективы первых серий с таким приводом диафрагмы часто содержали в названии слово «Auto»: например, Nikkor Auto, Auto-Takumar, Auto Rokkor и т. д. Советская оптика с моргающей диафрагмой получила в названиях дополнительную букву «М».

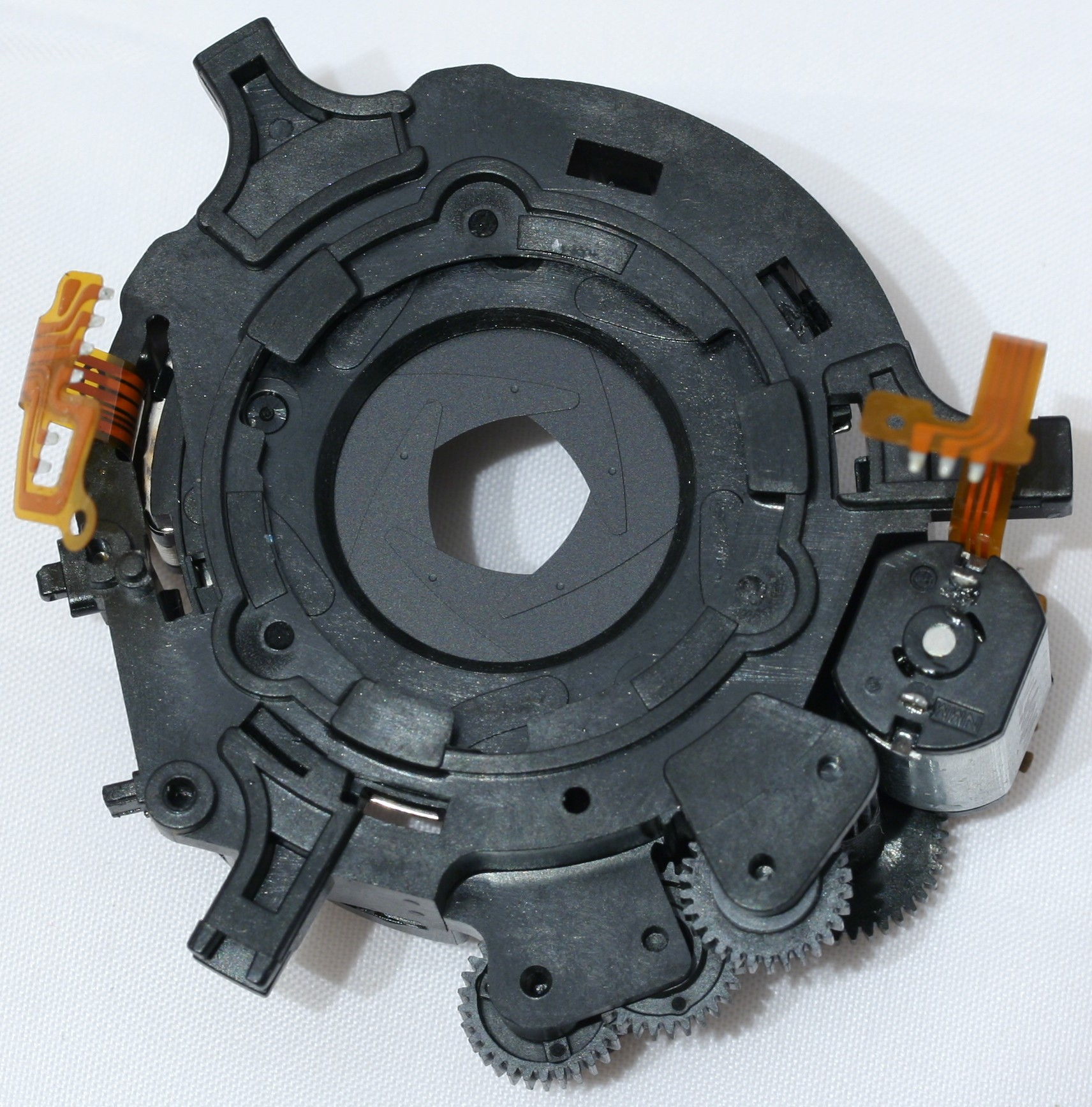
Электромагнитный исполнительный механизм прыгающей диафрагмы объектива Canon EF

В фотоаппаратах прыгающая диафрагма закрывается до рабочего значения специальным механизмом, как правило совмещённым с приводом зеркала. Прыгающей диафрагмой с начала 1960-х годов оснащались практически все зарубежные зеркальные фотоаппараты. Советские «зеркалки» серии «Зенит-Автомат» и семейств «Алмаз» и «Киев-17» имели аналогичный механизм, поскольку байонеты этих камер включали прыгающую диафрагму и её привод, как свою составную часть. Из резьбовых «зеркалок» прыгающей диафрагмой оснащались «Зенит-16», «Зенит-18» и «Зенит-19». В современных объективах с прыгающей диафрагмой, лишённых кольца её установки, например Canon EF, закрытие производится электромагнитом, одновременно регулирующим рабочее значение в соответствии с командами камеры. В некоторых фотосистемах, например, Nikon AI-S механический привод прыгающей диафрагмы выполняет также функцию выбора её рабочего значения в автоматических режимах приоритета выдержки и программном.
Прыгающая диафрагма повышает удобство съёмки, но лишает фотографа возможности визуальной оценки глубины резкости, поскольку изображение в видоискателе видимо только при полном отверстии. Для полноценного контроля изображения большинство зеркальных фотоаппаратов оснащаются репетиром диафрагмы, при необходимости принудительно закрывающим её до рабочего значения.

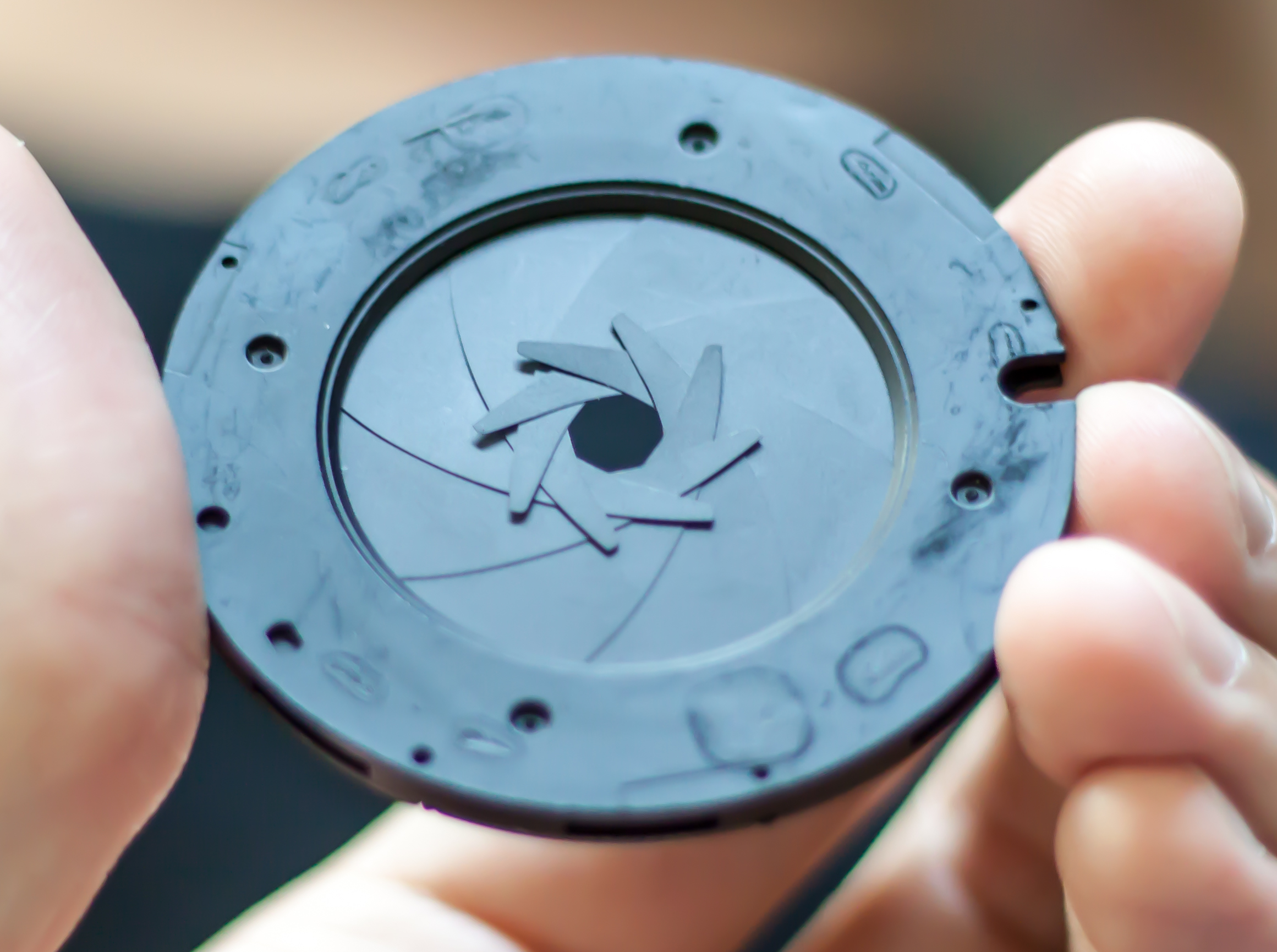
Механизм автоматической диафрагмы с односторонним креплением лепестков

Механизм прыгающей диафрагмы во многом аналогичен центральному фотозатвору и обладает сопоставимым быстродействием. Вместо классического устройства, когда каждая ламель ирисовой диафрагмы удерживается двумя штифтами с обеих сторон, используется более скоростной механизм с креплением только одного конца лепестка. При этом коронный и приводной штифты располагаются вблизи друг от друга, а противоположный конец каждого лепестка не имеет опоры и удерживается от провисания соседними лепестками. Эти особенности ограничивают количество лепестков: дешёвые объективы оснащаются диафрагмой, имеющей 6 или даже 5 лепестков, образующих отчётливый многоугольник. Такое сечение пучков негативно сказывается на характере оптического рисунка, поэтому дорогая оптика оснащается многолепестковыми механизмами.
При использовании объективов, оснащённых прыгающей диафрагмой, через адаптер на фотоаппаратах других фотосистем, её привод не работает.

### Нажимная диафрагма

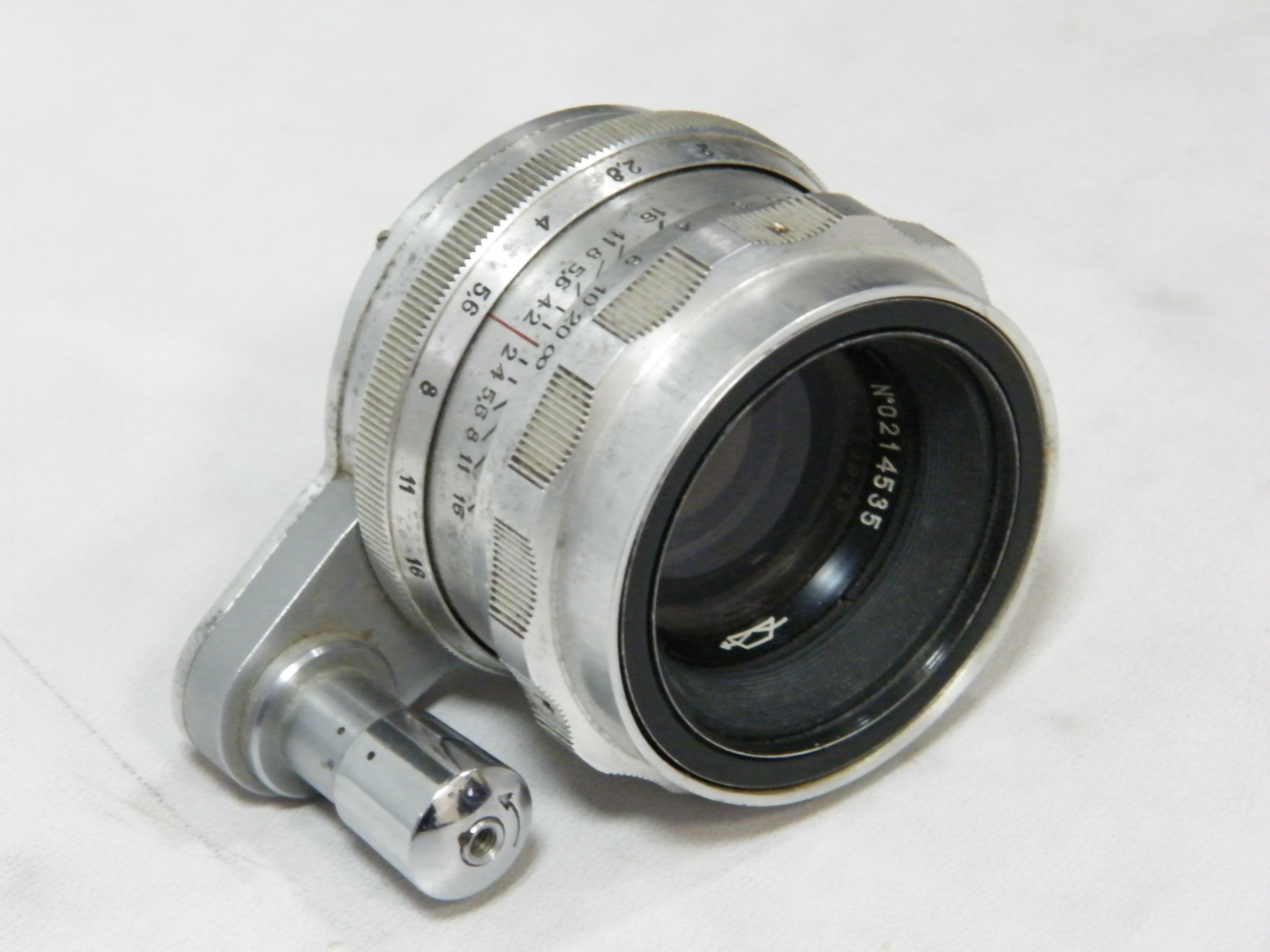
Привод нажимной диафрагмы объектива «Гелиос-44»

Разновидность автоматической диафрагмы, закрывающейся от усилия спусковой кнопки, а не механизма камеры. Впервые такая конструкция с плоским рычагом привода внутри камеры реализована в 1956 году в фотоаппарате Praktica FX 2. Широко использовалась в советском фотоаппаратостроении поскольку не требует серьёзной модернизации. Нажимная диафрагма устанавливалась в штатном объективе «Гелиос-44» фотоаппарата «Старт». Её привод запускался кнопкой на приливе оправы, кинематически совмещённой со спусковой, по типу «Экзакты».
Нажимной диафрагмой оснащались фотоаппараты «Зенит-ЕМ» и «Зенит-11», а также разработанные на основе «Зенита-TTL», включая более поздние «Зенит-122» и «Зенит-412». Автоматическая диафрагма сменных объективов срабатывала от привода, связанного со спусковой кнопкой, делая её более тугой, чем у других камер. Аналогичный привод диафрагмы от спусковой кнопки имели фотоаппараты «Киев-10» и «Киев-15».

## Влияние диафрагмы на изображение

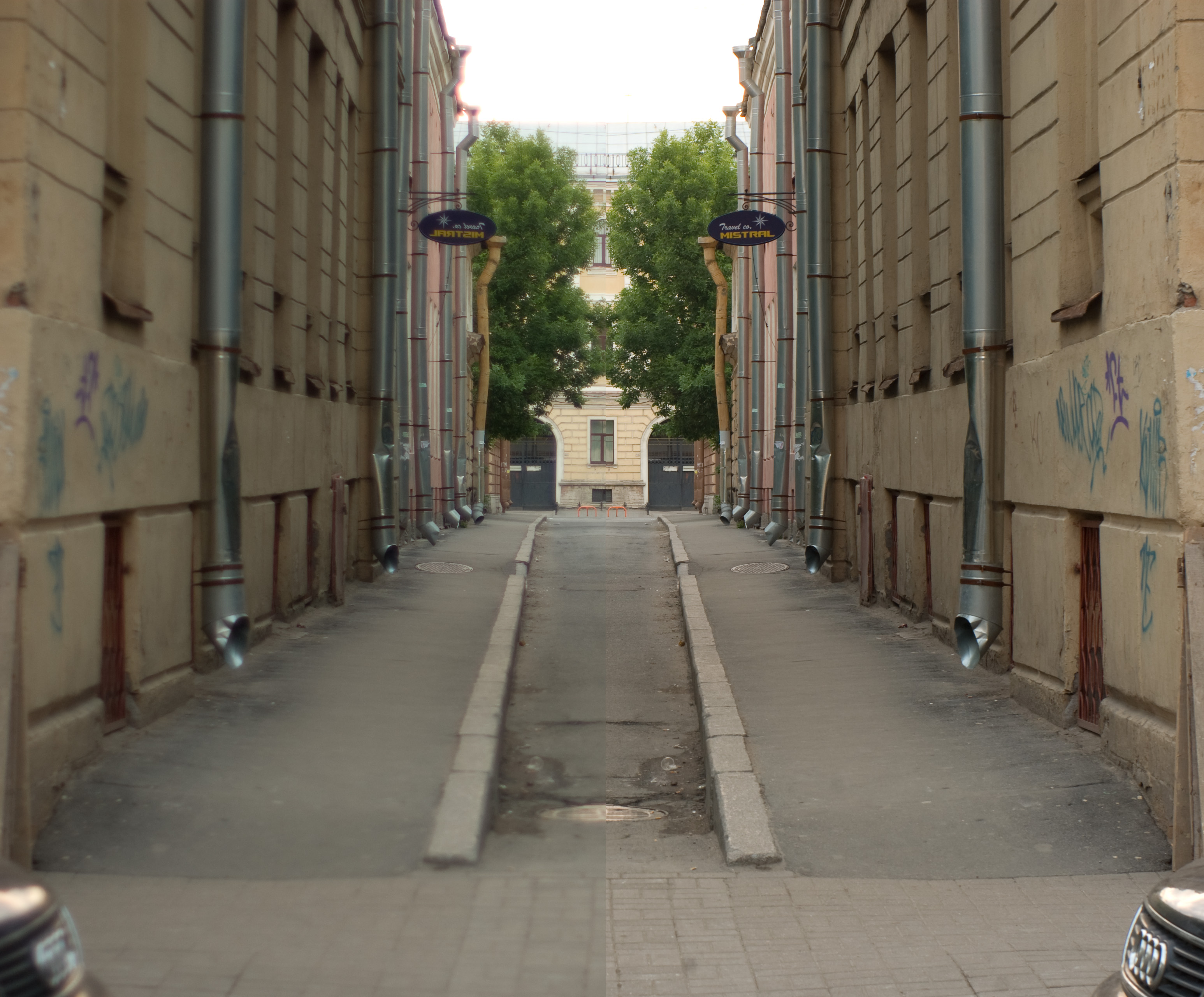
Изображение при диафрагме 1/1,4 (слева) и 1/9 (справа). Основная разница: хроматические аберрации, общая резкость, глубина резкости

Кроме регулировки экспозиции и глубины резкости, изменение относительного отверстия при помощи диафрагмы влияет на другие важные параметры изображения:
- аберрации — уменьшение относительного отверстия приводит к снижению аберраций системы, поскольку уменьшается сечение пучков, и для построения изображения используется только центральная часть линз с наименьшей кривизной. Наиболее низкие значения аберрации принимают при диафрагме, закрытой до минимального значения;
- дифракция — как любая другая оптическая система, объектив дифракционно ограничен за счёт дифракции света на краях апертурной диафрагмы[44]. Это выражается в снижении разрешающей способности при уменьшении относительного отверстия;

Таким образом, при закрывании диафрагмы одновременно со снижением аберраций возрастает дифракционное ограничение. Максимальное разрешение объектива достигается при средних значениях диафрагмы: f/8—f/11, когда аберрации и дифракция уравновешены.
- виньетирование — чем меньше отверстие, тем меньше спад освещённости от центра к краям изображения. Виньетирование максимально при полностью открытой диафрагме и становится малозаметным при закрытии диафрагмы на две и более ступени. Это объясняется тем, что оправа объектива, которая служит основной причиной виньетирования, ограничивает лишь края световых пучков, диаметр которых уменьшается при снижении относительного отверстия[46].